# The Godfathers
The Godfathers zijn een rockband uit Londen.

## Geschiedenis
De band werd in 1985 opgericht door Peter en Chris Coyne, nadat hun eerdere band Sid Presley Experience uit elkaar was gevallen. Na eerst een onafhankelijk platenlabel te hebben gehad tekenden ze in 1987 in bij Epic Records, waarna ze een aantal tournees door Europa en de Verenigde Staten maakten. Hun alternatieve rock-stijl vertoont reeds kenmerken van de Britpopstroming van de jaren 90.
De single Birth, school, work, death (van het gelijknamige album) kwam in 1988 op plaats 38 van de Mainstream Rock Tracks van het Amerikaanse tijdschrift Billboard. In datzelfde jaar traden The Godfathers in Nederland op op Pinkpop. De singles She Gives Me Love en Unreal World belandden in 1989 en 1991 op plaats 8 respectievelijk 6 van Alternative Songs. In eigen land bleven The Godfathers daarentegen tamelijk onbekend.
In het midden van de jaren 90 vielen The Godfathers uit elkaar. In 2003 richtten Peter Coyne en Kris Dollimore samen met Rat Scabies (voorheen drummer bij The Damned) de band The Germans op. In 2008 kwamen The Godfathers weer bij elkaar in hun oorspronkelijke bezetting. In 2009 werd Kris Dollimore echter vervangen door Del Bartle, waarna George Mazur werd vervangen door Grant Nicholas. Ook Mike Gibson stopte.

## Discografie

### Albums
- 1986 Hit by Hit - Corporate Image
- 1988 Birth, School, Work, Death
- 1989 More Songs About Love And Hate
- 1991 Unreal World - Epic
- 1992 Dope, Rock 'n' Roll, and Fucking in the Streets (Live) - Corporate Image
- 1993 Orange
- 1995 Afterlife
- 1996 Birth, School, Work, Death: The Best of the Godfathers - Sony / Legacy
- 2008 Hit by Hit - opnieuw op dubbel-cd
- 2013 Jukebox Fury
- 2017 A Big Bad Beautiful Noise
- 2022 Alpha Beta Gamma Delta